# Offrethun
Offrethun là một xã trong tại tỉnh Pas-de-Calais trong vùng Hauts-de-France của Pháp.
Offrethun có cự ly khoảng 6 dặm (9,7 km) về phía đông bắc Boulogne, trên đường D241.

## Dân số
| 1962                                                              | 1968 | 1975 | 1982 | 1990 | 1999 | 2006 |
| ----------------------------------------------------------------- | ---- | ---- | ---- | ---- | ---- | ---- |
| 108                                                               | 117  | 113  | 168  | 228  | 275  | 265  |
| Số liệu điều tra dân số tính từ năm 1962, dân số chỉ tính một lần |      |      |      |      |      |      |

## Địa điểm nổi bật
- Nhà thờ St.Etienne, thế kỷ 19.